# Balzamina
Balzamina (balsamina, nedirak, netik, vodenika, lijepi dečko; lat. Impatiens), veliki biljni rod iz porodice balzaminovki. Rasprostranjen je po velikim dijelovima Euroazije, te po Africi i dijelovima Sjeverne Amerike.

## Opis
Impatiens je široko rasprostranjen u Aziji, Africi i Sjevernoj Americi, a nekoliko je popularnih vrtnih biljaka.
Impatiens nosi jednostavne listove koji su obično naizmjenično raspoređeni duž stabljike. Gornji listovi često se nalaze u pršljenu (tj. tri ili više njih izlaze u krug iz stabljike). Cvjetovi, koji mogu biti ljubičasti, žuti, ružičasti, crveni ili bijeli, nepravilnog su oblika i izbijaju iz pazušaca listova; mogu biti pojedinačni ili u malim skupinama. Naziv Impatiens, koji znači "nestrpljiv", odnosi se na spremnost kojom se sjemenke biljaka raspršuju. Zrela sjemenka pukne pri laganom pritisku i tako rasprši sjemenke.
Vrtna balzamina, lijepi nedirak (Impatiens balsamina) porijeklom je iz tropskih krajeva Azije, ali se već dugo uzgaja u umjerenim područjima svijeta. Biljka je jednogodišnja koja naraste oko 75 cm (30 inča) u visinu i ima mnogo hortikulturnih oblika s cvjetovima gotovo svih boja osim plavih. Pjegavi dragulj (I. capensis) i blijeda kokošica (I. pallida) uobičajeni su korovi koji potječu iz velikih područja istočne Sjeverne Amerike. Pjegavi dragulj naraste do 150 cm (59 inča) u visinu i ima narančaste cvjetove prošarane crvenom ili smeđom bojom, dok blijedi nedirk ima veće, žuće cvjetove. Osjetljivi nedirak (I. noli-tangere) porijeklom je iz zapadne Sjeverne Amerike, Europe i Azije.
U Hrvatskoj raste nekoliko vrsta, vrtna balsamina ili lijepi dečko ili lijepi nedirak (I. balsamina), osjetljivi nedirak, netek ili kurjača (I. noli-tangere), sitnocvjetni nedirak (I. parviflora), žljezdasti nedirak (I. glandulifera) i Balfourov nedirak (I. balfourii).

## Vrste
Popis vrsta roda Impatiens